# Cecilia Quiroga
Lourdes Cecilia Quiroga San Martín (La Paz, Bolivia, de marzo de 1960 - La Paz, 7 de abril de 2014) fue una cineasta boliviana, impulsora de las normativas en cuanto a cine boliviano se refiere. Eligió estudiar sociología, sin embargo, la mayor parte de su vida se desempeñó como videasta, productora audiovisual, investigadora académica y docente universitaria en el área de comunicación.

## Carrera
Cecilia Quiroga nació el 22 de marzo de 1960 en La Paz. Estudió en la Universidad Mayor de San Andrés (UMSA). Se desempeñó como coordinadora en Comunicación de la Fundación Friedrich Ebert (FES). Trabajó en el área de producción del canal Universitario desde 1984 hasta 1989. Fue responsable de la producción en video del centro Gregoria Apaza desde 1990 hasta 1995. Fue docente de la carrera de Comunicación de la UMSA entre 1995 y 2004. Finalmente, fue directora del Consejo Nacional de Cine (Conacine) desde 1996 hasta 1998.

## Producciones
Su primer video musical, basado en la canción Hoy es domingo del cantautor boliviano Manuel Monroy Chazarreta y referido a la fuerza laboral familiar, se transmitió por el canal 13 de TVU en 1985. En él se representan trabajadoras domésticas vistiendo sus trajes de falda y saliendo de la casa de su empleador para disfrutar del domingo, su día de descanso.Realizó además otras producciones del género, tales como: Rosa de fiesta (1992); Te cuento (1993), Chayawa Anata (1994) y Gregoria Apaza (1994).
Junto al Taller de Historia Oral Andina (THOA), realizó el documental A cada noche sigue un alba en 1986. El tema abordado  en esta producción fue la memoria del movimiento anarquista en Bolivia en las primeras décadas del siglo XX. Ese mismo año escribió un artículo sobre la forma en la que dicho documental constituye un eslabón en la reconstrucción de la memoria del movimiento anarquista en el país. Un año después, en 1987, junto a Esperanza Pinto, produjo Intensos fulgores. Este era un vídeo de ficción que buscaba retratar la vida cotidiana de una mujer de clase media en los años 20, comparándola con el momento actual para manifestar los roles sociales asignados en ambos momentos y el crecimiento de la conciencia política de las mujeres y su participación en la lucha social.
Al grupo Ukamau, liderado por Jorge Sanjinés, se incorporó hacia 1974 durante su exilio peruano-ecuatoriano. Tras su regreso a Bolivia, coprodujo y dirigió con Sanjinés el único documental del grupo, Las Banderas del Amanecer (1983), que, a partir de documentos, archivos de imágenes y testimonios orales, relata las luchas sociales para un retorno democrático de 1978 a 1982.También formó parte del núcleo inicial de jóvenes que formaron el Movimiento del Nuevo Cine y Video Boliviano (MNCVB), aunque según algunos testimonios se centró cada vez más en su trabajo dentro de Ukamau, sin desviarse de la línea militante que el grupo practicaba desde los años 60.
Se dice que Quiroga postergaba sus propios proyectos priorizando la gestión solidaria entre cineastas del sur global o la promoción de películas de grupo.Finalmente, trabajó también en proyectos como A cada noche sigue un alba (1986), Ciencia, técnica y educación (1987), Proyecto Umakara (1987) y Epílogo (1990).

## Fallecimiento
Falleció en La Paz el 7 de abril del 2014, a causa de una tromboembolia pulmonar. Tenía 54 años.

## Reconocimientos
Recibió el Premio Cóndor de Plata a la mejor fotografía por el vídeo documental “Intensos Fulgores”. Historia del Feminismo en Bolivia (1988), Premio COFÁN al mejor logro artístico por el video Qamasan Warmi (1993), entre otros. Cuenta con varias publicaciones además de una extensa filmografía que incluye series de televisión, documentales, mini documentales, reportajes, videoclips e incluso una película.